# Beta Serpentis
Désignations
Beta Serpentis (β Ser, β Serpentis) est une étoile binaire de la constellation du Serpent, localisée dans sa tête (Serpens Caput). Beta Serpentis est à environ 150 années-lumière de la Terre et est membre du courant d'étoiles de la Grande Ourse.

## Propriétés
La composante primaire, Beta Serpentis A, est une étoile sous-géante blanche de type spectral A2IV avec une magnitude apparente de +3,68. Son compagnon, désignée Beta Serptentis B, est une naine orange de type K3V d'une magnitude de 9,7 et distante de 30,6 secondes d'arc.

## Noms traditionnels
Elle fait partie de l'astérisme arabe al-Nasaq al-Sha'āmī, "La ligne du nord" de al-Nasaqān "Les deux lignes", avec β Her (Kornephoros), γ Her (Hejian, Ho Keen) et γ Ser (Zheng, Ching).
Selon le catalogue d'étoiles du Technical Memorandum 33-507 - A Reduced Star Catalog Containing 537 Named Stars, al-Nasaq al-Sha'āmī ou Nasak Shamiya était le nom porté par trois étoiles : β Ser étant Nasak Shamiya I, γ Ser étant Nasak Shamiya II, γ Her étant Nasak Shamiya III (excluant β Her).
En chinois : 天市右垣 ; pinyin : tiānshì yòuyuán, signifiant mur droit (à droite) de l'enceinte du marché céleste, fait référence à un astérisme qui représente sept anciens états de Chine et qui marque la bordure droite de l'enceinte, constitué de β Serpentis, β Herculis, γ Herculis, κ Herculis, γ Serpentis, δ Serpentis, α Serpentis, ε Serpentis, δ Ophiuchi, ε Ophiuchi et ζ Ophiuchi. Par conséquent, β Serpentis elle-même est appelée chinois : 天市右垣五 ; pinyin : tiānshì yòuyuán wǔ, la cinquième étoile du mur droit de l'enceinte du marché céleste), et représente l'État de Zheng (郑 / 鄭, zhèng) de la dynastie Zhou (周朝, zhōu cháo, d'où son appellation de Zhou, parfois retranscrit en Chow),, avec η Capricorni et 21 Capricorni de l'astérisme des 12 États de la loge lunaire Xunu.